# 银河之歌
《银河之歌》（英語："Galaxy Song"）是一首由埃里克·艾德尔和约翰·杜普瑞兹创作的蒙提·派森歌曲。
此曲首次出现在1983年电影《蒙提·派森之人生七部曲》里，随后又被收录于专辑《蒙提·派森歌曲》中。2014年的《蒙提·派森现场秀（大部分是）》表演了此曲。
此曲的首次亮相是在喜剧小品《活体器官移植》（Live Organ Transplants）中。当外科医生（约翰·克里斯饰）在试图说服布朗夫人（特里·琼斯饰）捐献肝脏未果后，打开了冰箱门放出了一位穿着粉色早礼服的男士（埃里克·艾德尔饰）。这位男士陪伴着布朗夫人走进外太空，并演唱了一首关于宇宙的歌曲，从而让布朗夫人接受了外科医生的提议。

## 天文学数据的准确性
歌词中出现了许多和天文学相关的事实和数字，其中反映了作曲当时人类对宇宙的认知。然而，随着技术的进步，科学家对其中的一部分数据进行了更精确的测量。
- 在歌中，艾德尔唱到地球“每小时转900里”[註 1]。他在歌词里使用了错误的英语词汇：指地球围太阳“公转”的，而不是指地球“自转”的。然而，由于与并不押韵，因此此处也许只是作词者的艺术破格之举。另外，当今对地球赤道处转速的估计是1040英里/时（1670千米/时）。[3]对于歌词中的900里，如果单位是海里的话则应属正确无误，但显然通常意义下并不如此。艾德尔给出的地球公转速度是19英里（31千米）每秒，正确的数据应该是18到18.5英里每秒。[4][5][6]
- 艾德尔称太阳是“万能之源”[註 2]。但事实上，电能中有三种重要来源并不能追溯到太阳：第一种是地热电（英语：Geothermal electricity），其来源地热能中，有20%来自原始行星形成时的能量，另80%来自仍在进行的放射性衰变；第二种是由月球引力供能的潮汐发电；第三种是由铀及其他可裂变元素供能的核电。不过，由于人类生产的大部分能源都来自化石燃料，而化石燃料又来自古代的光合作用植物，这句歌词从通常意义上说也不太算错。此外，另三种能源虽不源自太阳，但其存在也得益于太阳对早期太阳系的影响；因此，尽管实际含义上存在如上问题，但如果只从字面意义上深究，艾德尔的这句歌词仍可算是正确的。
- 艾德尔有关银河系规模的数据基本正确。他低估了太阳绕“银河系中心”[註 3]公转的速度，但在每轮公转所花的时间上作出了较为准确的估计。歌词给出的“两亿年”[註 4]与实际数据2.2亿年至2.5亿年较为接近。[7][8]
- 曲中唱道，我们“距离银河系中心三万光年”[註 5]。实际上，太阳离银河系中心的距离大约有2.5万光年。[9]曲中还说银河系“两头相距十万光年远”[註 6]。据此，银河系的半径为5万光年，这个数据是准确的。[9]澳大利亚天体物理学家布赖恩·盖斯勒（英语：Bryan Gaensler）认为，艾德尔对银河系厚度1.6万光年的估计，要比官方教科书给出的6,000光年更准确。[10]但令人困惑的是，艾德尔在《不是救世主（英语：Not the Messiah (He's a Very Naughty Boy)）》（2007年）的演出中却把它改成了只有6,000光年。[11]艾德尔在蒙提·派森官网上发出的一则消息解释了这里令人困惑的原因：“有些沾沾自喜的网站把我在这首歌（大约写于1981年）里给出的原始数据逐一拆出分析，因此我在2003年的巡演（或者是2000年）‘更新’了这些数据。现在你们又跑来给我说我原本是对的！我记不得原始数据是从哪拿的了，但帮我告诉那帮王八蛋自己先拿定主意。”[註 7][12]
- 歌曲的最后一小节提到宇宙在扩张（英语：Metric expansion of space），并提出光速是“世界上最快的速度”[註 8]。艾德尔相对准确地估计了光的速度：1,200万英里每分钟，而标准数据给出的是1,116万英里每分钟。（虽然1,100万是更准确的估计，但艾德尔选择1,200万的原因也许只是11不太容易看清楚。）[13]

## 重制
1999年，克林特·布莱克在他的专辑《D'lectrified》中录制了《银河之歌》的重制版。专辑中还包括了他与艾德尔共同创作演唱的《Outside Intro (To Galaxy Song)》一曲。
2012年底，BBC二台播出了一段歌词更新版本《银河之歌》，用作布莱恩·考克斯教授主持的《生命的奇迹》的预告片。艾德尔将这首曲子称作《银河DNA之歌》（The Galaxy DNA Song）。
2014年，《蒙提·派森现场秀（大部分是）》舞台剧表演了这首歌曲。艾德尔从冰箱中走出，并同一位老年妇女（卡萝尔·克利夫兰）合唱。当银幕上出现他俩在群星中共舞的场景时，他们还一度在舞台上也开始跳舞。歌曲结束后，银幕切换为了考克斯在剑桥大学讨论该曲在科学上不准确的场景。考克斯随后被史蒂芬·霍金坐着电动轮椅撞倒。霍金告诉考克斯别太迂腐，然后他也开始唱起此曲。